# George Canning
George Canning, född den 11 april 1770 i London, död den 8 augusti 1827 Chiswick, Middlesex, var en brittisk statsman, far till Charles John Canning. 
George Cannings far, född på Irland i grevskapet Londonderry, var advokat och litteratör och dog redan på första årsdagen av sonens födelse; hans mor, Mary Anne Costello, blev efter mannens död skådespelerska utan att dock röna några större framgångar och lämnade på sonens uppmaning scenen 1801. Den unge Canning uppfostrades av en farbror, bankiren Stratford Canning, gick först i Hyde Abbey School i Winchester, och kom därpå till Eton, där han gjorde sig bemärkt genom sin lysande begåvning och deltog i utgivandet av en skoltidskrift The Microcosm som tilldrog sig sådan uppmärksamhet, att en förläggare betalade 50 pund för förlagsrätten. År 1787 kom Canning till Christ Church College i Oxford, där han knöt bekantskap med åtskilliga sina jämnåriga, som sedan fått namn i historien – Robert Jenkinson, lord Holland, lord Morpeth och lord Boringdon. År 1791 blev Canning bachelor of arts och inskrevs därefter vid Lincoln's Inn.
Tidigt kom han i beröring med politiken. Den nyssnämnde farbrodern var utpräglad whig; i hans hus umgicks Fox och Sheridan, och den unge Canning syns från början ha delat deras åsikter. Under intrycket av franska revolutionen fördes han emellertid över i det motsatta lägret och gjorde 1793 sitt inträde i underhuset såsom anhängare av Pitt. Redan 1796 blev han understatssekreterare för utrikesärenden, vilket ämbete han 1799 utbytte mot en plats i India board och följande år mot befattningen såsom joint paymaster of the forces. Under tiden november 1797-juli 1798 deltog han i utgivandet av tidskriften The Anti-Jacobin, vars huvudsyfte var att med skämtets vapen bekämpa den jakobinska flygeln av whigpartiet och dess koryféer (Erskine, [Sheridan med flera). Åtskilliga av de saltaste bidragen (The friend of humanity and the knifegrinder, New morality) härrör från Canning.
År 1800 gifte han sig med Joan Scott, en rik arvtagerska. Följande år avgick han med Pitt på frågan om de irländska katolikernas ställning. Vid flera senare tillfällen (1812, 1822) visade sig Canning som en trogen anhängare av den katolikernas emancipation, som genomfördes två år efter hans död. Till den efter Pitt följande addingtonska ministären ställde sig Canning i skarp opposition och förvärvade sig genom sina sarkasmer (Pitt is to Addington as London is to Paddington) från många håll en ovilja, som följde honom till graven. I Pitts andra ministär var Canning treasurer of the navy, men avböjde efter sin mästares död en framskjuten plats i den så kallade "alla talangernas ministär" (1806, 1807). I den därpå följande portlandska ministären åter blev Canning utrikesminister. Den politiska ställningen i Europa, då Canning övertog ledningen av Storbritanniens utrikespolitik, bestämdes av freden i Tilsit.
Canning hade fått kännedom om att där avtalats, att Frankrike och Ryssland genom lämpliga medel skulle försäkra sig om den danska (och portugisiska) örlogsflottans medverkan i striden mot Storbritannien. Canning fordrade då kategoriskt, att Danmark skulle ingå förbund med Storbritannien samt mot en årlig summa av 100 000 pund "deponera" sin flotta där till krigets slut. Då den danska regeringen vägrade, bombarderade den brittiska flottan Köpenhamn ("Köpenhamns bombardemang") och bemäktigade sig med våld den danska flottan. Av än större betydelse är händelserna på Pyreneiska halvön, allra helst som de ledde till en kris i Cannings eget liv.
Konventionen i Cintra, Moores fälttåg och det ringa understöd, som gavs åt bröderna Wellesley på deras mission i Spanien, under det att samtidigt expeditionen till Walcheren misslyckades, framkallade mellan Canning och krigsministern lord Castlereagh en brytning, som efter långa underhandlingar bakom den senares rygg, för vilka med orätt Canning fått uppbära allt klandret, 1809 ledde till en duell mellan de båda statsmännen och till Cannings avgång och politiska overksamhet för en följd av år. Samma år vägrade han att ingå i Percevals ministär. Då 1812 den liverpoolska ministären bildades, hade Canning anbud på utrikesministerplatsen, som Castlereagh erbjöd sig att lämna, men avböjde den, eftersom denne senare inte samtidigt ville avstå från ledningen av underhuset.
Efter att 1814–1815 ha varit brittiskt sändebud i Lissabon, blev Canning 1816 minister för Indien (president of the board of control) och delar med sina kolleger ansvaret för habeas-corpus-aktens suspension 1817 och de sex akterna 1819, men avgick 1820 i anledning av regeringens politik gentemot drottningen. Efter att ha tillbragt mellantiden på resor, lät han 1822 utnämna sig till generalguvernör i Indien, men kallades samma år efter Castlereaghs självmord åter till utrikesminister och underhusets ledare. Det Europa, på vars öden Canning nu skulle utöva ett så genomgripande inflytande, var den heliga alliansens. De frågor, som i främsta rummet väntade sin lösning vid Cannings tillträde till utrikesministerposten, var den grekiska resningen och förhållandena i Spanien och dess amerikanska kolonier, vartill något senare kom huset Bragancas ställning i Portugal och Brasilien. Vid lösningen av dessa uppgifter ställde sig Canning på samma ståndpunkt som sin företrädare - på non-interventionsprincipens.
Den spanska frågan upprullades först. Det brittiska sändebudet på kongressen i Verona, Wellington, tog avstånd från den planerade samfällda interventionen i Spanien och lyckades förhindra den, varemot den franska separatinterventionen ej kunde avstyras. Men Canning bröt udden av dess inverkan på Storbritanniens ställning genom sitt erkännande av de revolterande koloniernas självständighet 1 januari 1825. I avseende på skilsmässan mellan Brasilien och Portugal och de inre förvecklingarna i sistnämnda land handlade Canning lika snabbt och beslutsamt som i avseende på Spanien. År 1824 sändes en brittisk flottavdelning till Lissabon för att i händelse av behov utgöra en tillflyktsort för kungen (vilket vid dom Miguels statskupp i april samma år blev verklighet). År 1825 lyckades Canning bemedla en fullständig uppgörelse mellan Portugal och Brasilien, vari det senare landets självständighet erkändes. Följande år i december gav han Storbritanniens stöd åt infantinnan Marias förmyndarregering mot dom Miguels från spansk sida understödda insurrektion.
Ojämförligt större svårigheter beredde den orientaliska frågan. I avseende därpå hade Canning alltifrån början satt till sin uppgift att söka förmå Turkiet till eftergifter gentemot grekerna för att dymedelst hindra Ryssland att begagna tillfället till territoriella utvidgningar. Krisen blev akut genom Ibrahim Paschas framgångar åren 1824 och 1825, som slutligen (april 1826) ledde till Missolungis erövring. Ibrahims segrar tvang grekerna att mot slutet av 1825 ställa sig under Storbritanniens beskydd och av britterna utbedja sig en kung. Efter Alexanders död (1 december 1825) sände Canning Wellington till Sankt Petersburg för att få till stånd dels ett utjämnande av tvistepunkterna mellan Ryssland och Turkiet, dels ett allmänt samförstånd i den grekiska frågan. En särskild drivfjäder till denna underhandling var ett allmänt spritt, av den brittiska diplomatin i Konstantinopel bekräftat rykte, att Ibrahim ämnade utrota hela den grekiska befolkningen på Morea och i stället befolka landet med egyptier eller andra muslimer. 
Wellingtons beskickning ledde till undertecknandet av Petersburgprotokollet den 4 april 1826), varigenom de båda makterna förband sig att erbjuda Turkiet sin medling. Grekland skulle bli en faktiskt oberoende, ehuru tributpliktig stat, styrd av självvalda myndigheter och i åtnjutande av full samvets- och handelsfrihet. Turkarna skulle utrymma Grekland. Denna överenskommelse hjälpte grekiska frågans lösning ett gott stycke på väg, men innebar intet reglerande av förhållandet mellan Ryssland och Turkiet, som utan Cannings medverkan ordnades genom fördraget i Akerman 1826. Petersburgprotokollet befästes i juli 1827 genom avslutandet (i London) av en traktat mellan Storbritannien, Frankrike och Ryssland. I en hemlig artikel överenskom de fördragslutande makterna att genom tjänliga medel söka åstadkomma ett stillestånd, samt att instruktioner i enlighet härmed skulle tillställas de befälhavande amiralerna i de levantiska farvattnen. Dessa erhöll befallning att utan att låta det komma till fientligheter uppbringa alla fartyg, befraktade med trupper eller vapen, avsedda att användas mot grekerna. Detta ledde till slaget vid Navarino 20 oktober 1827.
Canning var då inte längre bland de levandes antal. Efter Liverpools död (17 februari 1827) uppdrogs åt Canning att bilda det nya kabinettet. Wellington, Peel och flera andra avgick med hänsyn till Cannings ställning till frågan om katolikernas emancipation. Canning måste då söka stöd hos whigs, och en av deras ledande män, lord Lansdowne, inträdde i det nya kabinettet. I kabinettet var Canning både premiär- och finansminister. Han avled emellertid redan senare samma år. Cannings egentliga storhet ligger på det utrikespolitiska området. I inrikespolitiken var han, en trogen lärjunge av Pitt, en reformvän i 1700-talets anda. Såsom utrikespolitiker tillhör han helt 1800-talet och var en bland de första, som med snillets intuition uppfattade nationalitetsidéernas genomgripande betydelse för det europeiska statssystemets omdaning och utveckling. Canning var tillika – efter Fox död – utan jämförelse parlamentets mest lysande talare: hans utseende och uppträdande, hans behagliga röst, ordvalet, bildernas skönhet, klarheten och skärpan i bevisföringen, allt fängslade oemotståndligt. Hans tal utgavs 1828 i sex band.